# Eisenbahnunfall von Camp Hill
Der Eisenbahnunfall von Camp Hill war ein Frontalzusammenstoß zweier Züge. Er ereignete sich am Morgen des 17. Juli 1856 auf einer eingleisigen Strecke bei Wissahickon (heute: Ambler, Pennsylvania) der North Pennsylvania Railroad in der Nähe des Bahnhofs Camp Hill. Die genaue Zahl der Opfer konnte nicht festgestellt werden. Mindestens 59 Menschen starben und mehr als 100 wurden verletzt. Es war der bis dahin schwerste Zugunfall weltweit.

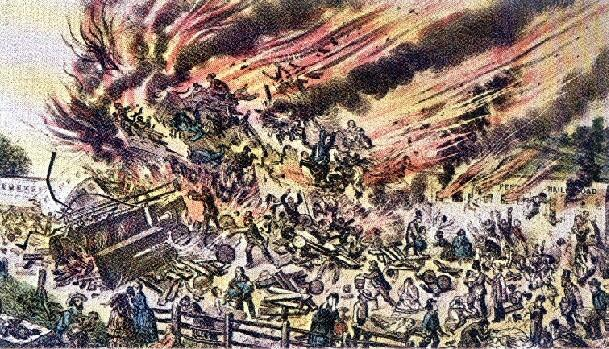
Zeitgenössische Darstellung des Unfalls

## Ausgangslage
Ein von der römisch-katholischen Kirchengemeinde St. Michael in Philadelphia bestellter Ausflugszug, ein sogenannter „Picnic Special“, sollte deren Kindergottesdienst-Kinder zu einem Picknick in die Nähe von Wissahickon bringen. Der Zug wurde von der Lokomotive Shakamaxon gezogen. Shakamaxon ist der indianische Name des Kensington District in Pennsylvania. Die Lokomotive zog zehn Reisezugwagen. Im ersten fuhr ein Priester mit den älteren Jugendlichen, in den anderen Wagen befanden sich viele Kinder und begleitende Frauen. Die Zahl der Reisenden in diesem Zug betrug zwischen 1100 und 1500. Wegen der hohen Zahl der Fahrgäste verzögerte sich die Abfahrt um 23 Minuten. Diese verzögerte sich noch weiter, weil die Lokomotive durch die anhängende Last überfordert war und Zwischenhalte einlegen musste, um wieder ausreichend Dampfdruck aufzubauen.
Im Bahnhof von Wissahickon wartete ein anderer, mit 20 Reisenden besetzter fahrplanmäßiger Personenzug aus Gwynedd mit der Lokomotive Aramingo auf die Zugkreuzung mit dem „Picnic Special“. Dort war nur bekannt, dass der Sonderzug verspätet war, nicht aber um wie viel. Ohne sich telegrafisch rückzuversichern, schickte der Zugführer nach der in solchen Fällen üblichen Wartezeit von 15 Minuten den Zug auf die Strecke.

## Unfallgeschehen
Der Lokführer der Shakamaxon wusste, dass ein Gegenzug zu erwarten war, war aber trotz der Probleme mit seiner Lok zuversichtlich, dass er die Überholstelle in Edge Hill zuerst erreichen würde und die Zugkreuzung dort stattfinden könne. Zur Sicherheit betätigte er kontinuierlich die Dampfpfeife der Lokomotive. Der Zug rollte in einem Gefälle, unmittelbar hinter dem Bahnhof Camp Hill, in einer engen, unübersichtlichen Kurve, als es zu der Zugbegegnung kam. Der Lokführer des planmäßig verkehrenden Zuges hatte das Warnsignal offensichtlich nicht wahrgenommen. Die eingeleiteten Notbremsungen reichten nicht mehr aus, die Züge anzuhalten. So kam es um 6 Uhr 18 zur Kollision. Dabei trafen die Dampfkessel der Lokomotiven unmittelbar aufeinander und explodierten. Der Knall war mehrere Kilometer weit zu hören.

## Folgen
Die drei ersten Wagen des „Picnic Special“, sie waren weitestgehend hölzerne Konstruktionen, wurden schwer beschädigt, als sie aus dem Gleis zur Seite kippten. Durch die von den Lokomotiven verstreute Glut begannen sie sofort zu brennen. Die Hitzeentwicklung war dabei so groß, dass den dort eingeklemmten Reisenden nicht geholfen werden konnte. Die meisten Opfer kamen so in den Flammen um. Zahlreiche Opfer konnten deswegen nicht mehr identifiziert werden und auch deren Zahl ließ sich nicht mehr genau bestimmen. Viele der Opfer waren Jugendliche. Auch der sie im ersten Wagen begleitende Priester und der Lokomotivführer auf der Shakamaxon kamen ums Leben.
Mary Johnson Ambler, eine Frau, die etwa drei Kilometer von der Unfallstelle entfernt wohnte, machte sich mit Ausrüstung zur Ersten Hilfe sofort auf den Weg. Sie traf an der Unfallstelle ein, bevor überhaupt ein Arzt kommen konnte, und organisierte die Rettung. Die von ihr an der Unfallstelle geleistete Arbeit war so beeindruckend, dass die North Pennsylvania Railroad nach ihrem Tod 1868 den Bahnhof Wissahickon in „Ambler“ umbenannte, ein Name, den dann die ganze zugehörige Siedlung übernahm.
Der Zugführer, der den Planzug auf die Strecke geschickt hatte, hielt sich offenbar für schuldig an dem Unfall. Er blieb unverletzt, fuhr nach Philadelphia, gab seinen Bericht über das Unfallgeschehen ab, ging nach Hause und beging Suizid, indem er Arsen einnahm.
Als Zeichen der Trauer wurde an dem dem Unfall folgenden Sonntag der Eisenbahnverkehr auf der North Pennsylvania Railroad komplett eingestellt. Den Opfern und Hinterbliebenen wurden seitens der Eisenbahngesellschaft Entschädigungen gezahlt.

## Untersuchung
Die Untersuchung des Unfalls sprach den Zugführer des Planzuges von jedem Verschulden frei, hielt vielmehr das Verhalten des Lokomotivführers des Ausflugszuges für grob fahrlässig. Der Unfallhergang löste ganz allgemein Kritik an den Sicherheitsvorkehrungen der Eisenbahn aus. So wurde gefordert, dass für jede Fahrtrichtung ein eigenes Gleis zur Verfügung stehen, und dass ein telegrafisches Zugmeldeverfahren verpflichtend vorgeschrieben werden sollte.